# Giro del Lazio 1995
Il Giro del Lazio 1995, sessantunesima edizione della corsa, si svolse il 16 settembre 1995 su un percorso di 204 km. La vittoria fu appannaggio dello svizzero Pascal Richard, che completò il percorso in 5h24'17", precedendo l'italiano Leonardo Piepoli e il danese Rolf Sørensen.
Sul traguardo di Roma 37 ciclisti, su 113 partenti da Fiuggi, portarono a termine la competizione.

## Ordine d'arrivo (Top 10)
| Pos. | Corridore          | Squadra                      | Tempo    |
| ---- | ------------------ | ---------------------------- | -------- |
| 1    | Pascal Richard     | MG Boys Maglificio-Technogym | 5h24'17" |
| 2    | Leonardo Piepoli   | Refin-Cantina Tollo          | a 11"    |
| 3    | Rolf Sørensen      | MG Boys Maglificio-Technogym | a 1'15"  |
| 4    | Stefano Colagè     | ZG Mobili-Selle Italia       | s.t.     |
| 5    | Maurizio Fondriest | Lampre-Panaria               | s.t.     |
| 6    | Andrea Tafi        | Mapei-GB                     | s.t.     |
| 7    | Claudio Chiappucci | Carrera-Jeans                | s.t.     |
| 8    | Davide Cassani     | MG Boys Maglificio-Technogym | a 1'21"  |
| 9    | Wladimir Belli     | Lampre-Panaria               | a 1'32"  |
| 10   | Gianni Faresin     | Lampre-Panaria               | s.t.     |